# وویکوفو
وویکوفو (به لاتین: Voykovo) یک منطقهٔ مسکونی در روسیه است که در استان آمور واقع شده‌است.